# Garybaldi
I Garybaldi furono un gruppo musicale genovese degli anni settanta, di genere rock-blues con elementi progressive. Il leader del gruppo, nonché cantante e chitarrista, era Bambi Fossati. I membri dei Garybaldi hanno dato vita ad altre formazioni correlate, quali I Gleemen, Acustico Mediterraneo e Bambibanda & Melodie.

## Storia

### I Gleemen
La prima incarnazione dei Garybaldi si chiamava Gleemen (o I Gleemen). Fondati nel 1965 dal chitarrista Bambi Fossati, erano costituiti da Fossati, Maurizio Cassinelli (batteria e voce), Marco Zoccheddu (chitarre) e Angelo Traverso (basso). Dopo la pubblicazione nel 1967 del primo 45 giri', Vieni a Cavareno/Da Paolino, Zoccheddu abbandona il gruppo, sostituito da un tastierista, Nico Labirinto, e Fossati resta come unico chitarrista. Il gruppo ottiene un contratto con la Ri-Fi e pubblica un secondo 45 giri di discreto successo, Lady Madonna/Tutto risplende in te, con una cover in italiano di Lady Madonna dei Beatles con il testo di Mogol sul lato A e un pezzo originale scritto da Nico Labirinto sul lato B ma firmato da altri autori. In seguito diedero vita a un'intensa attività concertistica, sfociata, dopo il passaggio alla CGD e la sostituzione di Labirinto con Lio Marchi, nella pubblicazione dell'album omonimo Gleemen (1970).
Nel 1971 i Gleemen cambiarono nome in "Garybaldi". Sul primo singolo col nuovo nome, Marta Helmuth (1971) si legge "da oggi non ci chiamiamo più I Gleemen, siamo i Garybaldi".

### Garybaldi
Al singolo Marta Helmuth/Corri corri corri seguì la pubblicazione del primo album del gruppo, Nuda, di chiara ispirazione hendrixiana ma con già evidenti influssi progressive, in particolare nei sette minuti del brano Moretto da Brescia. La copertina del vinile originale di Nuda, che fu realizzata da Guido Crepax, si apriva in un grande poster 90x30.
I Garybaldi furono uno dei gruppi di spicco del primo progressive italiano, nell'epoca dei festival. Suonarono anche come sostenitori di artisti già affermati come Bee Gees, Santana, Uriah Heep e Van der Graaf Generator. La loro fama giunse anche all'estero, soprattutto in Germania, Svizzera e Giappone.
Nel 1973 partecipano al Festival Pop di Viterbo insieme ad altri artisti come Alan Sorrenti, Mauro Pelosi e molti altri, lo stesso anno Marchi e Traverso abbandonarono; al basso subentrò Sandro Serra. Con questa nuova formazione il gruppo incise il secondo album, Astrolabio, di collocazione ancora più chiaramente progressive (significativa in questo senso già la struttura del disco, con due soli brani, Madre di cose perdute e Sette?). L'album fu comunque accolto in modo più tiepido rispetto al precedente, e poco tempo dopo la pubblicazione il gruppo si sciolse.

### Progetti alternativi
Nel 1974 Fossati tornò sulla scena musicale con un nuovo gruppo, Bambibanda e Melodie, di cui faceva parte anche l’ex Garybaldi Cassinelli; al basso c'era Roberto Ricci e alle percussioni l'indiano Ramasandiran Somusundaram. Il gruppo ebbe vita breve ma incise un album omonimo, Bambibanda e Melodie.
In seguito, Fossati si dedicò ad approfondire lo studio della chitarra, e col nuovo gruppo Acustico Mediterraneo sperimentò l'uso dello strumento acustico.

### Reunion
I Garybaldi tornarono insieme nel 1990 con il nuovo album Bambi Fossati & Garybaldi. Della formazione facevano parte, oltre a Fossati e Cassinelli, Marco Mazza (chitarra) e Carlo Milan (basso). Nel 1993, Bambi Fossati, accompagnato dai musicisti genovesi Ricky Barbera al basso e Mario Giovanetti alla batteria, realizza un album live Bambi comes alive!, che include vecchi pezzi dei Gleemen, cover di Hendrix e Astrolabio 2. Dopo un lungo periodo di silenzio e un ulteriore cambio di formazione con Fabrizio Nuovibri al basso e Emanuele Strano alla batteria, nel 2000 incidono l'ultimo lavoro, La ragione e il torto, un album di blues metal (così definito nel booklet a cura di Giordano Casiraghi) che si allontana in modo piuttosto netto dal progressive dello stile classico del gruppo.
Nel 2011, la formazione si riunì con Maurizio Cassinelli e Angelo Traverso ma senza Bambi Fossati, indisponibile per problemi di salute, sostituito dal chitarrista Ricky Pelle. La formazione, con l'aggiunta di Marco Zoccheddu (Nuova Idea) alla chitarra e alla voce, partecipò alla seconda rassegna Prog Exhibition, tenutasi a Roma 21 e il 22 ottobre 2011 insieme a gruppi nazionali (Stereokimono, Oak, Saint Just Again, Il Balletto di Bronzo, Arti & Mestieri, Il Bacio della Medusa, New Goblin, Toad, Biglietto per l'Inferno.folk), e internazionali (Maartin Allcock dei Fairport Convention, Richard Sinclair dei Caravan, Mel Collins dei King Crimson, Martin Barre dei Jethro Tull, Steve Hackett dei Genesis).
.
Nel 2014, Bambi Fossati muore a seguito di una lunga malattia. Nel 2016 esce il disco Storie di un'altra città, in cui l'unico membro della formazione originale è il batterista Maurizio Cassinelli.

## Formazione

### 1969/1972 (I Gleemen, Garybaldi)
- Bambi Fossati (chitarra, voce)
- Lio Marchi (tastiere)
- Angelo Traverso (basso)
- Maurizio Cassinelli (batteria)

### 1973 (Garybaldi)
- Bambi Fossati (chitarra, voce)
- Maurizio Cassinelli (batteria)
- Sandro Serra (basso)

### 1974 (Bambibanda e melodie)
- Bambi Fossati (chitarra, voce)
- Roberto Ricci (basso)
- Maurizio Cassinelli (batteria)
- Ramasandiran Somusundaram (percussioni)

### 1990 (Garybaldi)
- Bambi Fossati (chitarra, voce)
- Maurizio Cassinelli (batteria)
- Marco Mazza (chitarra)
- Carlo Milan (basso)

### 1993 (Garybaldi)
- Bambi Fossati (chitarra e voce)
- Mario Giovanetti (batteria)
- Riccardo Barbera (basso e cori)
- Francesco Olivieri (dal maggio 1991 al settembre 1992)

### 2010/2011 (Garybaldi)
- Maurizio Cassinelli (batteria , voce)
- Angelo Traverso (basso)
- Bambi Fossati (chitarra, voce)
- Lio Marchi (tastiere)
- Nico labinto (pianoforte)
- Andrea Cervetto (chitarra e voce>)

### 2012 (Garybaldi)
- Maurizio Cassinelli (batteria voce e percussioni)
- Angelo Traverso (basso e chitarra acustica)
- Ricky Pelle (chitarra solista)
- Marco Jon Morra (tastiere e voce)
- Alessandro Paolini (contrabasso)
- Enrico Spigno (batteria, percussioni, chitarra)

### 2016 (Garybaldi)
- Maurizio Cassinelli (batteria voce e percussioni)
- Davide Faccioli (chitarra solista)
- Marco Jon Morra (tastiere e voce)
- Alessandro Paolini (basso e contrabasso)
- Marco Biggi (batteria)

## Discografia

### Come Gleemen
- 1970 - Gleemen

### Come Garybaldi
- 1972 - Nuda
- 1973 - Astrolabio
- 1990 - Bambi Fossati & Garybaldi
- 1993 - Bambi comes alive
- 1996 - Blokko 45
- 2000 - La ragione e il torto
- 2010 - Note perdute
- 2011 - Live in Bloom
- 2016 - Storie di un'altra città

### Come Bambibanda e melodie
- 1974 - Bambibanda e melodie